# هیلتاپ (ویرجینیای غربی)
هیلتاپ(به انگلیسی: Hilltop) شهری در ایالت ویرجینیای غربی کشور ایالات متحده آمریکا است که جمعیت آن در سرشماری سال ۲۰۱۰ میلادی، ۶۲۴ نفر بوده‌است.